# Nyamisati
Nyamisati är en by i norra Rufijideltat i Tanzania. Byn är belägen cirka 200 km söder om Dar es-Salaam, och ligger i den sydöstra delen av Pwaniregionen. Nyamisati tillhör distriktet Rufiji och hade 1 142 invånare vid folkräkningen 2002. Det går dagligen flera kollektiva minibussar från Dar es-Salaam till Nyamisati. Från byn går även en daglig båtförbindelse till Mafiaön. Byn är belägen i mangroveskog.